# O die 3
O die 3 was een Nederlandse band die vooral bekendheid kreeg met het nummer Jongens.
O die 3 bestond uit Janis Bohr, Onitcha Toppin, en Stephanie Alberg. De drie meiden waren in 1997 te zien in het televisieprogramma Ik zing, Ik dans van de VPRO. Bolland & Bolland zagen wat in de drie nichtjes en de singles Jongens (15 weken en hoogste positie 15 in de Single Top 100) en Ik heb geen zin (6 weken en hoogste positie 62) werden opgenomen. De drie traden onder andere op in Ahoy en brachten ook een album uit. Sindsdien hebben zij geen singles meer uitgebracht.

## Album
In 1998 kwam het album O die 3 uit via BMG.

### Tracklist
1. Ik Heb Geen Zin 3:57
2. Junny 3:42
3. Smatjes 3:34
4. Jongens 3:45
5. Sjoppen 3:22
6. Lief 4:49
7. Roddelen 4:03
8. Zeg Nee 4:06
9. Kind 4:32
10. Vrij 4:03
11. Rot Op 4:13

Totale speelduur 44:06